# Antonio Sanabria
Arnaldo Antonio ("Tonny") Sanabria Ayala (San Lorenzo, 4 maart 1996) is een Paraguayaans voetballer die doorgaans als aanvaller speelt. Sanabria debuteerde in 2013 in het Paraguayaans voetbalelftal.

## Clubcarrière
Sanabria begon met zaalvoetbal in zijn geboorteplaats San Lorenzo. In 2004 werd hij opgenomen in de jeugdopleiding van Cerro Porteño. In 2007 verhuisde Sanabria met zijn familie naar Spanje, waar hij ging spelen bij La Blanca Subur CF in Sitges. Twee jaar later werd hij opgenomen in de jeugdopleiding van FC Barcelona. Sanabria  speelde van 2012 tot 2013 in de Juvenil A, het hoogste jeugdelftal van de club. In 2013 won hij met dit team het regionale kampioenschap. Vervolgens debuteerde hij op 29 september 2013 voor FC Barcelona B in de Segunda División A, in een thuiswedstrijd tegen RCD Mallorca.
Sanabria tekende in januari 2014 een contract tot medio 2019 bij AS Roma, dat €2.500.00,- voor hem betaalde aan US Sassuolo, waarbij tot €5.500.000,- aan eventuele bonussen werd vastgelegd. Omdat de club al het maximum aan buitenlanders in de selectie had, werd hij eerst een half jaar ondergebracht bij US Sassuolo. Hij brak bij beide Italiaanse clubs niet door en kwam in de volgende 2,5 jaar in actie in vier officiële wedstrijden. AS Roma verhuurde hem gedurende het seizoen 2015/16 aan Sporting Gijón, waarmee hij dat jaar 29 competitiewedstrijden speelde en als zeventiende eindigde in de Primera División.
Sanabria tekende in juli 2016 een contract tot 2021 bij Real Betis, de nummer tien van Spanje in het voorgaande seizoen. Dat betaalde circa €7.500.000,- voor hem aan AS Roma, dat daarbij een doorverkooppercentage van 50% plus een terugkoopclausule van €11.000.000 bedong, na twee jaar oplopend tot €14.500.000. In 2019 werd hij verhuurd aan Genoa CFC. Sanabria verlengde tevens zijn contract bij Betis tot 2022. Op 31 januari 2021 ging hij naar Torino FC.

## Clubstatistieken
| Seizoen         | Club             | Competitie       | Competitie | Competitie | Beker | Beker | Internationaal | Internationaal | Totaal | Totaal |
| Seizoen         | Club             | Competitie       | Wed.       | Dlp.       | Wed.  | Dlp.  | Wed.           | Dlp.           | Wed.   | Dlp.   |
| --------------- | ---------------- | ---------------- | ---------- | ---------- | ----- | ----- | -------------- | -------------- | ------ | ------ |
| 2013/14         | FC Barcelona     | Primera División | 0          | 0          | 0     | 0     | 0              | 0              | 0      | 0      |
| 2013/14         | US Sassuolo      | Serie A          | 2          | 0          | 0     | 0     | —              | —              | 2      | 0      |
| 2014/15         | AS Roma          | Serie A          | 2          | 0          | 0     | 0     | 0              | 0              | 2      | 0      |
| 2015/16         | → Sporting Gijón | Primera División | 29         | 11         | 1     | 0     | —              | —              | 30     | 11     |
| 2016/17         | Real Betis       | Primera División | 22         | 4          | 2     | 1     | —              | —              | 24     | 5      |
| 2017/18         | Real Betis       | Primera División | 17         | 8          | 0     | 0     | —              | —              | 17     | 8      |
| 2018/19         | Real Betis       | Primera División | 15         | 2          | 3     | 2     | 5              | 2              | 23     | 6      |
| 2018/19         | → Genoa CFC      | Serie A          | 15         | 3          | 0     | 0     | —              | —              | 15     | 3      |
| 2019/20         | → Genoa CFC      | Serie A          | 2          | 0          | 0     | 0     | —              | —              | 2      | 0      |
| Carrière totaal | Carrière totaal  | Carrière totaal  | 104        | 28         | 6     | 3     | 5              | 2              | 115    | 33     |

Bijgewerkt op 24 september 2019

## Interlandcarrière
Sanabria maakte op 14 augustus 2013 zijn debuut in het Paraguayaans nationaal elftal. Tijdens een oefeninterland tegen Duitsland verving hij Roque Santa Cruz. De destijds zevetienjarige aanvaller werd daarmee de jongste debutant ooit voor Paraguay. Sanabria nam in 2016 met Paraguay deel aan de Copa América Centenario.
1 Paleari ·
2 Bayeye ·
3 Schuurs ·
4 Walukiewicz ·
5 Masina ·
7 Karamoh ·
8 Ilić ·
9 Sanabria ·
10 Vlašić ·
13 Maripán ·
16 Pedersen ·
17 Donnarumma ·
18 Adams ·
20 Lazaro ·
21 Dembélé ·
23 Coco ·
24 Sosa ·
26 İlkhan ·
27 Vojvoda ·
28 Ricci ·
32 Milinković-Savić ·
61 Tameze ·
66 Gineitis ·
72 Ciammaglichella ·
77 Linetty ·
79 Savva ·
91 Zapata  ·
92 Njie ·
Coach: Vanoli